# Ameryka

Ameryka

Ameryka – część świata położona na zachodniej półkuli Ziemi, w skład której wchodzą dwa kontynenty: Ameryka Północna i Ameryka Południowa. Rozciąga się na długości ponad 15 tysięcy km od Archipelagu Arktycznego po Ziemię Ognistą. Niekiedy na oznaczenie obu Ameryk używa się także określeń „Nowy Świat” lub „półkula zachodnia”.
Powierzchnia Ameryki wynosi 42 mln km², a zamieszkuje ją ponad 916 milionów ludzi, co stanowi 13% ludności świata.
Nazwę „Ameryka” zaproponował w 1507 roku niemiecki kartograf, pochodzący z Alzacji, Martin Waldseemüller. Przypisywał on „odkrycie Nowego Świata”, jak wówczas określano fakt dotarcia przez Europejczyków do nieznanego im lądu, Amerigo Vespucciemu i na jego cześć nadał mu miano America. Istnieją także inne teorie na temat pochodzenia tej nazwy, ale nie zyskały one uznania. Jednym z najstarszych globusów, na którym pojawiła się nazwa „Ameryka”, jest Globus Jagielloński z 1508 roku.
W wielu krajach, m.in. w Polsce, nazwa „Ameryka” stosowana jest potocznie jako synonim Stanów Zjednoczonych Ameryki. Podobnie „Amerykanin” to obywatel Stanów Zjednoczonych (w Polsce jest to oficjalne określenie).

## Krytyka nazwy i określenia alternatywne
Nazwa „Ameryka” bywa krytykowana jako egzonimiczna (zewnętrzna), narzucona przez Europejczyków. Jako alternatywę niektóre instytucje, organizacje oraz aktywiści społeczni, rdzenni i dekolonialni z półkuli zachodniej używają określeń wywodzących się z języków tubylczych: m.in. „Abya Yala”, „Turtle Island”, „Pindorama”.
Nazwa „Abya Yala” oznacza „żyzną ziemię” (albo „dojrzałą ziemię”) i pochodzi z języka Kunów – grupy zamieszkującej pogranicze Panamy i Kolumbii. Termin jako alternatywa dla słowa „Ameryka” został zaproponowany przez lidera Ajmarów Takira Mamaniego w 1975 roku na Pierwszej Konferencji Światowej Rady Ludności Rdzennej w Kanadzie. W 2004 roku nazwę tę przyjął oficjalnie Szczyt Kontynentalny Ludów i Narodów Rdzennych Abya Yali. Nie ma dowodów i jest mało prawdopodobne, że dla Kunów przed kontaktem z Europejczykami nazwa „Abya Yala” oznaczała oba kontynenty Ameryk, była raczej określeniem ziemi zamieszkiwanej przez tę grupę. Sam Mamani był zresztą tego świadomy, w 2014 roku powiedział: „Jeśli nie odkryjemy, jak brzmiała ta nazwa, to ją po prostu wymyślmy, ochrzcijmy nasz kontynent i nadajmy mu własną nazwę, bo nazwisko tego przestępcy – Ameriga Vespucciego nie może wciąż widnieć w nazwie tej ziemi”.
„Turtle Island” („Wyspa Żółwia”) na określenie kontynentu funkcjonuje w niektórych językach rdzennych (języki algonkińskie, języki irokiańskie) i nawiązuje do kosmologii wielu ludów Ameryki Północnej, wedle których świat spoczywa na skorupie ogromnego żółwia. Niektóre organizacje i instytucje, zarówno rdzenne i nierdzenne, w Stanach Zjednoczonych i Kanadzie używają nazwy „Turtle Island” jako alternatywy dla słowa „Ameryka”, np. kanadyjski tygodnik Turtle Island News. Nazwę „Wyspa Żółwia” nosi polskie czasopismo na temat ludności rdzennej Ameryki Północnej wydawane w Poznaniu. Określenie „Pindorama”, używane głównie w Brazylii, według Theodora Sampaio pochodzi z języków tupi i może oznaczać „ziemię palm”. 